# ارتش لوبلین
سپاه لوبلین (لهستانی:  Armia Lublin) یک واحد عملیاتی ارتش لهستان بود که از ترکیب تیپ موتوری زرهی ورشو و دیگر واحدهای کوچک‌تر که در اطراف لوبلین، ساندومیژ و قسمت بالایی رود ویستولا قرار داشتند در ۴ سپتامبر ۱۹۳۹ تحت فرماندهی تادئوس پیسکور ایجاد گشت. سپاه لوبلین جزوی از برنامه پیش از جنگ ارتش لهستان نبود و ایجاد آن به این علت بود که مشخص گشت با پیشروی سریع واحدهای زرهی و موتوری ورماخت به زودی قوای آلمانی به رود ویستولا خواهند رسید.